# Jacob Baden
Jacob Baden (4. maj 1735 – 5. juli 1804) var en dansk litteraturkritiker, filolog og skolemand, bror til Torkel Baden.

## Ungdom og uddannelse
Jacob Baden blev født i Vordingborg. Hans fader, af samme navn, var rektor ved Latinskolen i denne by; hans moder, Else Jacobine født From, var datter af amtsforvalter From på Antvorskov. Kun 2 år gammel mistede han sin fader, men blev opdraget med inderlig omhu af sin dygtige moder, hvem han stedse bevarede i den kærligste erindring og villig erkjendelse af, hvor meget han skyldte hende med hensyn til hele sin udvikling.
I sit 15. år dimitteredes han til Københavns Universitet fra sin fødebys skole, og hans moder opgav sit gamle hjem i Vordingborg for at følge ham til København. Ved yndest hos den teologiske professor Peder Holm fik han snart efter Kommunitetet og senere plads på Ehlers' Kollegium, efter at han havde underkastet sig teologisk embedseksamen.

## Udenlandsrejse
Med offentlig understøttelse tiltrådte han 1756 en udenlandsrejse, som først førte ham til Göttingen, hvor navnlig Johann David Michaelis øvede indflydelse på ham og gav ham forøget lyst til studiet af de gamle sprog, ligesom denne lærde også gav ham den første smag for de skønne videnskaber. Göttingens besættelse af de franske i Syvårskrigen fandt netop sted under Badens treårige ophold her. Fra Göttingen rejste Baden til Leipzig, hvor han navnlig blev tiltrukket af Christian Fürchtegott Gellert og Johann August Ernesti. Gellerts forelæsninger over det tyske sprog og den nøjere personlige omgang med denne digter fik blivende betydning for hele hans fremtid.
Efter henved et års ophold i Leipzig vendte Baden hjem 1760, underkastede sig magistergraden i filosofi og indbød ved et program "om den Ære, et Folk kan have af
at dyrke de skjønne Videnskaber," til forelæsninger over disse videnskaber, ligesom han også læste over det tyske sprog. Men det var en brydningens tid i Danmark. To partier stod skarpt over for hinanden. Den ældre Sneedorff stod i spidsen for det ene, der hos de unge studerende ville vække smagen for studiet af det skønne; men dette parti var kun fåtalligt, mens disse studier for de fleste lærde var forhadte eller mistænkte som skadende det alvorlige og grundige universitetsstudium; man så med skævt blik til dem, der vendte hjem fra det nymodens Leipzig.

## Rektor i Altona
Badens begyndte løbebane var derfor ikke gunstig til at skaffe ham videre befordring; men hans dygtighed måtte dog skaffe ham anerkendelse. 1762 blev han rektor ved Pædagogiet i Altona. Kort før sin afrejse fra København ægtede han 4. februar 1763 sin kusine, Sophie Louise Charlotte Klenow, bekendt som romanforfatterinde. Pædagogiet var i stort forfald, og embedets indtægter meget knappe. Intriger af Johann Bernhard Basedow, der dengang levede i Altona og blandede sig ind i hans gerning, bidrog ikke mindst til at gøre ham ked af denne stilling. 1766 forflyttedes han da til konrektoratet i Helsingør. I Altona-Perioden udgav Baden adskillige mindre arbejder: en tysk oversættelse af Sneedorffs breve, en dansk grammatik med Chrestomathi, en græsk grammatik, oversættelse af Tacitus’ Agricola og af Xenofons Cyropædi, til hvis trykning Elie Salomon François Reverdil skaffede ham kongelig understøttelse, m. m. Mens han en kort tid opholdt sig i Gentofte hos broderen, Torkil Baden, der var inspektør på J.H.E. Bernstorffs gods og netop var optaget af de store reformer for at hæve bondestanden, udarbejdede han en moralsk og politisk katekismus for bønderbørn, hvilken blev gratis uddelt i sognet af broderen.

## Embede i Helsingør og litteraturkritiker
Embedet i Helsingør var ingenlunde nogen fremgang fra stillingen i Altona, men han håbede snart at kunne blive den alderstegne rektors efterfølger. Embedsgerningen levnede ham betydelig fritid. Han havde da truffet aftale med agent Hans Holck om et månedligt tillæg til Adressekontorets Efterretninger, hvilket skulle indeholde anmeldelser af danske skrifter, og som han skulle redigere (Maanedlige Tillæg til Adressecomptoirets Efterretninger, 1767, Kritisk Journal, 1768-72, Ny kritisk Journal, 1774-79). Hans dygtige kritikker øvede betydelig indflydelse. Da Universitetsreformen stod på dagsordenen i 1771, skrev Baden anonymt et indlæg, Upartisk Undersøgelse, om de akademiske Examina ere Videnskaberne og Lærdommen til Gavn eller Skade, og foreslog efter Tysklands forbillede afskaffelse af første akademiske eksamen og dernæst skoletilsynet i hver provins overgivet til et kollegium af provinsens anseteste og lærdeste mænd, ikke blot gejstlige. Senere fulgte, ligeledes anonymt, et nyt indlæg, Raisonnements over Kjøbenhavns Universitet, hvor der navnlig ankedes over Universitetets skadelige monopol.
I samme år (1771) avancerede Baden til rektor og forblev i denne stilling i 9 år. Forskellige udgaver af Klassikerne til skolebrug og andre hjælpemidler ved ungdommens undervisning ligesom også begyndelsen af oversættelsen af Tacitus hører til hans arbejder i denne periode. Da åbnede der sig endelig en plads for ham ved Universitetet, i det han ved professor
Christian Frederik Wadskiærs død blev dennes eftermand som professor eloqventiæ (1780).

## Professor ved Universitetet
Han begyndte sine forelæsninger over dansk sprog for en talrig kreds af tilhørere, og disse forelæsninger lagde grunden til hans Ræsonneret dansk Grammatik (1785). Nu fulgte i hurtig rækkefølge oversættelser af Tacitus, Quintilian, Horats, Sueton, Cicero og flere, ligesom hans meget benyttede latinske Grammatik (1782) og latinske Lexikon (1786-88). Når hertil føjes, at han i en lang årrække var sekretær i Selskabet til de skjønne Videnskabers Forfremmelse, og at han i sit kvartalsskrift Kjøbenhavns Universitets-Journal (1793-1801) foruden at meddele oplysninger om specielle universitetsanliggender fortsatte sin kritiske virksomhed og var et stærkt konservativt element mod tidens oplysningsfilosofiske radikalisme, vil det ses, at der må tillægges hans livsgerning ikke ringe betydning. Han arbejdede utrættelig og med inderlig kærlighed og fordybelse i videnskaben. Hans foredrag var grundigt, men noget bredt og monotont. Af temperament var han fremtrædende koleriker. For det praktiske, udadvendte liv manglede han fuldstændig sans. Midt under Slaget på Reden sad han fordybet i en latinsk digter. Da en ven trådte ind til ham, fremhævede han et digts skønhed. "Men, min Gud, hvor kan Du dog tænke paa Saadanne Smaating nu, da Kanonerne tordne os om Ørene?" "Aa," svarede Baden, "hvad bryder jeg mig derom? Det lader jeg være Statens Sag."
I sine sidste år var han nedbrudt af gigt. Støttet på tjenerens arm såes den værkbrudne mand daglig at vandre fra sin professorbolig (hvor Metropolitanskolen lå omkring 1900) over til Universitetet. Han døde 5. juli 1804. Hans buste er modelleret af Bertel Thorvaldsen. Portræt stukket af Gerhard Ludvig Lahde. Blandt hans sønner var dr. juris Gustav Ludvig Baden og professor, dr. Torkil Baden.

## Klassisk filolog

### Den latinske grammatik
Som klassisk filolog har Jacob Baden gjort sig særlig fortjent ved udarbejdelsen af nogle håndbøger til brug ved latinundervisningen i skolerne. 1782 udkom hans Grammatica Latina, det er Anvisning til det latinske Sprog; det kongelige privilegium af 3. april samme år bestemte, at den skulle afløse Søren Anchersens grammatik i latinskolerne i Danmark og Norge, og den var også så godt som eneherskende ved undervisningen her indtil 1840, da Johan Nicolai Madvig udgav sin grammatik. De 3 første udgaver af den besørgedes af ham selv, den 4. af professor Svend Borchmann Hersleb (1812), den 5.-7. af overlærer Nikolai Fogtmann, som især forbedrede den betydelig (1821-30), den 8. af rektor Gustav Adolph Dichmann (1841).
Badens fortale til den, hvori han udtaler sig om den latinske grammatiks betydning som logisk dannelsesmiddel for de unge og middel til at udvikle deres smag, er endnu stadig læseværdig for de sunde og fornuftige tanker, den indeholder, om de end selvfølgelig kun har deres fulde gyldighed for den tid; bogen selv har navnlig i syntaksen ikke få fejl, viser langt fra den tilbørlige klarhed i opfattelsen af sprogformerne og de syntaktiske fænomener og lider under det samme mangelfulde system som forgængerne, men var dog betydelig bedre end Anchersens og i det hele ret brugbar.

### Det latinske leksikon
1786 udgav han sit Latinsk-dansk Lexikon i 2 bind, udarbejdet væsentlig på grundlag af Johann Matthias Gesner Thesaurus, men dog med betydelig selvstændighed; det blev en velkommen afløser for Hans Grams Nucleus Latinitatis og andre endnu tarveligere leksikalske arbejder, hvormed man hidtil havde måttet lade sig nøje. Han havde ladet sig
bevæge af visse lærde venner til at følge ordenes etymologiske ordning, som efter hans mening ville forhjælpe læserne til et grundigere kendskab til det latinske sprog; men skønt man var vant til denne ordning fra Nucleus, og henvisninger til de stamord, hvorunder de enkelte ord kunne findes, var givne i alfabetisk rækkefølge, var det dog besværligt at bruge bogen, og Immanuel Johann Gerhard Schellers latinsk-tyske ordbog fandt derfor efterhånden stærk indgang; Baden havde da også tænkt på at forandre ordningen ved en ny udgave, og hans søn Torkil Baden udførte denne plan 1815.
Til denne bog sluttede sig som dens 3. del: Dansk-latinsk Ordbog (1788), som måtte udarbejdes helt fra ny af, da man tidligere intet sådant værk havde haft på dansk, men kun en yderst tarvelig erstatning derfor i registeret til Nucleus ; det var et meget fortjenstfuldt og for sin tid ret dygtigt arbejde.

### Andre arbejder
Endvidere leverede Baden en række respektable tekstudgaver af forskellige latinske forfattere til skolebrug (Phædrus 1777, Virgil 1778-80, Horats 1793 og flere). Hans græske grammatik (kun formlære) med en lille Chrestomathi af Det Nye Testamente og Æsops Fabler (1764) var derimod et mislykket arbejde.
På hans universitetsforelæsninger har man en prøve i hans Forelæsninger over Horats’ Digtkunst, holdne i Aaret 1781 (udg. 1791); hvor meget man end kan have at indvende imod dem, må man anerkende forfatterens ærlige og grundige arbejde og tør også sikkert antage, at han har virket vækkende på sine tilhørere derved. Endelig må vi nævne hans oversættelser af forskellige antikke forfattere (Xenofons Cyropædi 1766, Tacitus 1773-97, Qvintilians 10.-11. Bog 1776-77, Horats 1792-93, Svetonius 1802-3 og flere); deres filologiske betydning er dog ikke stor, og de har mere interesse som vidnesbyrd om det danske sprogs daværende tilstand, hvorved det dog må bemærkes, at end ikke samtidige fuldt ud kunne billige deres sproglige form, men oftere fandt udtrykkene tvungne og dunkle, undertiden også uædle og platte; vor tid ville de endnu mindre behage.

## Dansk filolog

### Sprogrenser
Som dansk sprogmand har Jacob Baden udfoldet en ikke ringe virksomhed, der vel ikke som Jens Pedersen Høysgaards i særlig grad udmærker sig ved videnskabelig selvstændighed, men som dog for sin tid var af den største betydning. I samtidens "Sprogrensning" deltog han navnlig med en Afhandling om Sprogets Berigelse ved nye Ord og Vendinger, trykt som tillæg til hans Forsøg til en Oversættelse af Tacitus (1766), samt med nogle helsingørske skoleprogrammer, senere samlede under titel Symbola ad augendas lingvæ vernaculæ copias e Saxonis Grammatici interpretatione Vellejana (1780), i hvilket sidste skrift han særlig henviser skriftsproget til at hente ny styrke fra det rige væld, som flyder så vel i daglig tale i by og på land som i den ældre danske litteratur før Ludvig Holberg.

### Forelæsninger over det danske sprog
Hans bestræbelser for sprogets renhed og berigelse, der på forskellig måde viser sig i hele hans litterære virksomhed, har vel ikke været uden betydning, men hans hovedbedrift som dansk sprogmand er dog de forelæsninger over modersmålets grammatik, som han i årene 1782 og 1783 uden for sin embedsgerning for første ang holdt ved Københavns Universitet, og som noget omarbejdede foreligger i hans Forelæsninger over det danske Sprog eller ræsonneret dansk Grammatik (1785). Dette skrift er for en meget væsentlig del bygget på ældre forfatteres, navnlig Peder Syvs og Høysgaards, arbejder, og for en nutidslæser med sproghistorisk kundskab ville dets store mangler være lette nok at se.
Da det fremkom derimod, var dets indhold både nyt og et stort fremskridt, thi den mur af kunstord, hvormed Høysgaard havde omgivet sig, var her brudt og en væsentlig del af hans og tidligere forfatteres iagttagelser fremstillede i en form, tilgængelig for alle, mens på den anden side det danske skriftsprog, der regner sin begyndelse fra Sneedorffs Patriotiske Tilskuer, her for første gang blev underkastet en omfattende behandling, og resultaterne af de foregående årtiers betydningsfulde sprogudvikling blev fastslåede som
norm.
Bogens Virkning var, som N.M. Petersen siger, utrolig. Den blev—ikke mindst ved det Udtog, som Baden selv udgav 1798, og som blev indført i de lærde skoler—en rettesnor for hele den følgende tid eller, som Knud Lyne Rahbek 1804 siger, "den Grundvold, hvorpaa vor hele nærværende Sprogsmag hviler".
Bogen udkom i flere udgaver. Fjerde udgave er fra 1812.